# Georg Ots

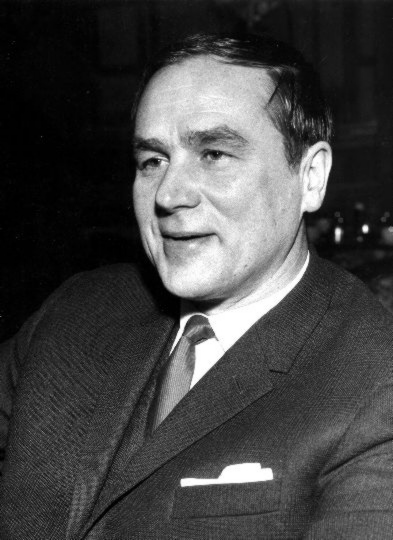
Georg Ots, 1962

Georg Ots (russisch Георг Карлович Отс; 21. März 1920 in Petrograd, Sowjetrussland – 5. September 1975 in Tallinn, Estnische SSR) war ein sowjetisch-estnischer Opernsänger (Bariton).

## Leben

### Ausbildung
Georg Ots war der Sohn des berühmten estnischen Tenors Karl Ots. Er studierte zunächst Gesang bei dem Tenor Aleksander Arder in Jaroslawl, wo sich in der Zeit der Sowjetunion eine estnische Kulturbrigade gebildet hatte. Daneben erhielt er eine Ausbildung zum Ingenieur, die er 1941 abschloss.

### Opernsänger
Mit der Besetzung Estlands durch die Sowjetunion siedelte Ots nach Tallinn um. Mit einer Rolle in Eugen Onegin begann 1944 seine Karriere als Opernsänger in der Estonia-Oper. Ab 1951 war er mit größeren Rollen betraut. Ots hatte schnell einen hohen Bekanntheitsgrad und wurde zu einem der beliebtesten Sänger der Sowjetunion. Besonders am Bolschoi-Theater in Moskau und in Leningrad, wo er regelmäßig auftrat, feierte er große Erfolge. Zu seinem Repertoire gehörten vor allem Eugen Onegin, Fürst Jeletzkij, Escamillo, Don Giovanni, Papageno, Rigoletto, Jago, Porgy, Figaro und die Titelrolle in Kabalewskis Colas Breugnon.
Am erfolgreichsten war er in der Hauptrolle in Anton Rubinsteins Oper Der Dämon. Durch Ots Auftritte kam das in der Sowjetunion eigentlich verpönte Gedicht von Lermontow von 1841, das der Handlung zugrunde liegt, wieder zu neuer Beliebtheit: es schildert die Mesalliance zwischen einem gefallenen Engel und einer georgischen Prinzessin.

### Musical-Star
Seinen volkstümlichen Durchbruch erzielte Ots mit seinen Auftritten in den beliebtesten Film-Musicals der Sowjetunion. 1958 spielte er die Hauptrolle im von Lenfilm produzierten Mr X, der auf Emmerich Kálmáns Operette Die Zirkusprinzessin beruht. Ots spielte auch die Titelrolle in der Verfilmung des Romans Das Leben des Balthasar Rüssow von Jaan Kross.

### Lied
Daneben sang Georg Ots Lieder, vor allem von Schubert, Mussorgski, Tschaikowski und weiteren russischen Komponisten. Seine enorme Fremdsprachenbegabung half ihm dabei. Für seine modernen Interpretationen estnischer Volkslieder wurde er in seiner Heimat Estland sowie in Finnland berühmt. Als einer der wenigen sowjetischen Sänger erlangte Ots auch einen Bekanntheitsgrad in Amerika und Westeuropa, wohin er gefördert durch die an Devisen interessierten Behörden Konzertreisen unternahm. Seine Schallplatten waren überall in der Sowjetunion begehrt.
Er sang auch in deutscher Sprache, unter anderem das Lied Meinst Du, die Russen wollen Krieg?, in dem die Hoffnung ausgedrückt wird, dass ein jeder Mann „in Ruhe schlafen kann“.
Georg Ots starb im Alter von 55 Jahren in Tallinn an Krebs.

### Privatleben
Georg Ots war dreimal verheiratet. Seine Ehefrauen Margot, Asta und Ilona schenkten ihm zwei Töchter und einen Sohn. Daneben hatte er zwei Adoptivsöhne.

## Auszeichnungen
1956 wurde er Nationalkünstler der Estnischen Sozialistischen Sowjetrepublik, 1960 Nationalkünstler der Sowjetunion. Ots war aktives Mitglied der KPdSU.

## Nachwirken
Die Estnische Musikakademie in Tallinn erhielt 1975 den Namen von Georg Ots. Die von 1980 bis 2000 zwischen Tallinn und Helsinki verkehrende Fähre trug den Namen M/S Georg Ots. 1977 benannten russischen Astronomen einen Asteroiden nach ihm (Asteroid 3738 Ots). Ein Luxushotel in Kuressaare heißt Georg Ots Spa Hotell.